# De Nollen (Den Helder)
De Nollen is een natuurgebied en kunstproject in Den Helder in de Nederlandse provincie Noord-Holland. Het ligt centraal in de gemeente direct ten westen van Station Den Helder Zuid.

## Geschiedenis
In het gebied waar nu gemeente Den Helder ligt, lagen meerdere hoger gelegen waddeneilandjes. Deze duinen bleven ook bij hoog water droog. De Nollen is een overblijfsel van een van deze hoger gelegen gebieden, namelijk de nol (duin) waarop boerderij 'De Schooten' stond. Dit nollengebied strekte ooit tot Torp en een groot gedeelte is bij de aanleg van woonwijk De Schooten afgegraven. Alleen het gedeelte ten westen van de spoorlijn is overgebleven.
Rond 1970 werd het terrein verlaten door de landmacht, maar er zijn in het gebied nog steeds meerdere bunkers te vinden. Het terrein werd daarna gebruikt als vuilstort, crossterrein en als oefenplek voor de brandweer. Het noordelijke gedeelte van het gebied werd afgegraven voor de aanleg van volkstuinen.

## Kunstproject

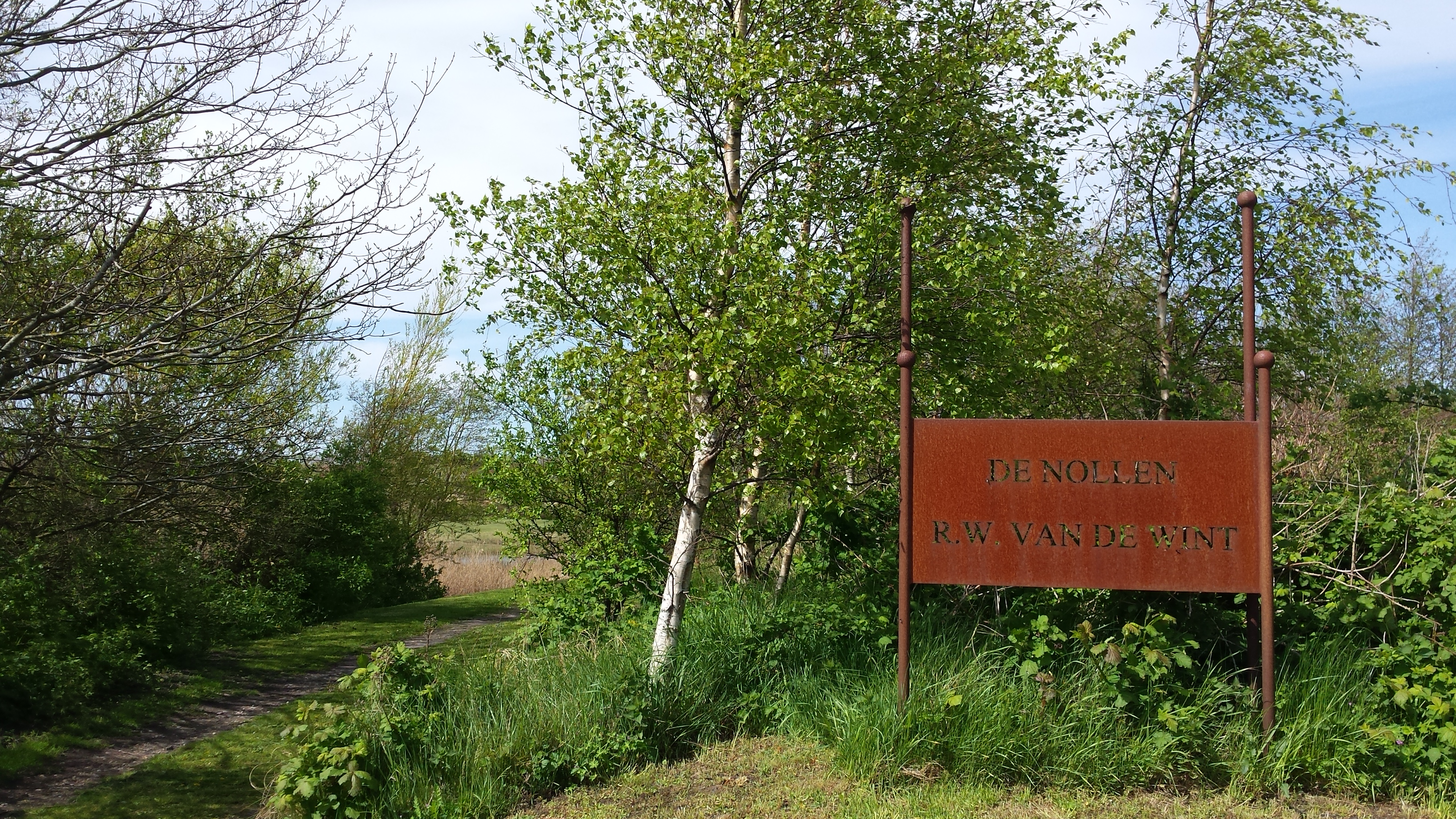
Ingang van het kunstgebied

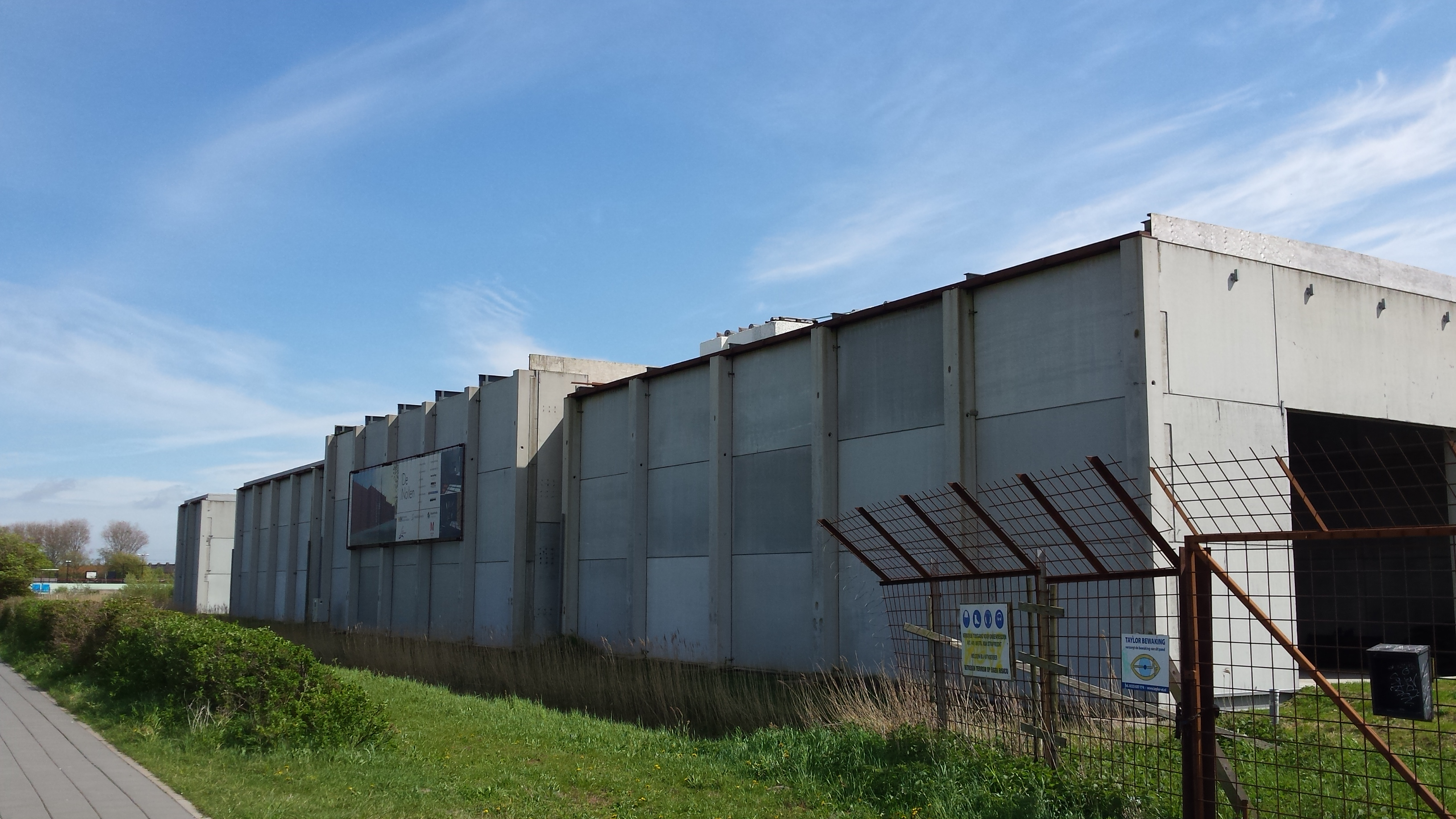
Het R.W. van de Wint-museum in aanbouw

In 1980 begon kunstenaar R.W. (Rudi) van de Wint, bekend om zijn kunstwerken van cortenstaal, met het verbouwen van bunkers in het gebied. In 1981 richtte hij stichting De Nollen op om subsidies te werven. In het duinlandschap werden grote metalen kunstwerken geplaatst. Vanaf 1987 kon het gebied door publiek worden bezocht.
Toen de kunstenaar in 2006 overleed ontstond er onenigheid over de erfenis tussen de familie Van de Wint en het Stichtingsbestuur. In 2009 ontving het project de Arie Keppler Prijs voor de combinatie van natuur en kunst in het gebied.
In 2014 werd het laatste deel van een gemeentelijke subsidie van een miljoen gulden (ruim 453 duizend euro) uitgekeerd. In februari 2018 gaf de rechter de zonen van Rudi van de Wint gelijk, ze zijn de rechtmatige eigenaar van de kunstwerken in het gebied.
Het gebied met de kunstwerken is tegen betaling en per rondleiding toegankelijk.

### Beelden in het gebied
Door de grootte van de beelden en installaties is een gedeelte daarvan vanaf de openbare weg te zien. Een onvolledige lijst van beelden in het gebied:
| Gemaakt    | Geplaatst | Naam                                      | Materiaal                     | Afbeelding |
| ---------- | --------- | ----------------------------------------- | ----------------------------- | ---------- |
| 1985       |           | Vergilius                                 | Beton, metaal en olieverf     |            |
| 1988-1995  |           | Obelisken                                 | IJzer en koperdraad           |            |
| 1993       |           | Eclips                                    | Cortenstaal                   |            |
| 1993, 1997 |           | Eidolon (rieten koepels/onderaardse gang) | Riet, Cortenstaal             |            |
| 1993       | 2022      | Propeller                                 | Cortenstaal                   |            |
| 1994-2006  |           | Aether II                                 | Cortenstaal, olieverf op doek |            |
| 1996       |           | Dante's Breakfast                         | Cortenstaal                   |            |
| 1997-2002  | 2005      | Vouwbeeld, beeld 3                        | Cortenstaal                   |            |
| 1998-2002  | 2012      | Harmonica, beeld 6                        | Cortenstaal                   |            |
| 1998-2006  |           | De Kelk                                   | Cortenstaal                   |            |
| 1999-2002  | 2005      | De Schil, beeld 4 / krul                  | Cortenstaal                   |            |
| 1999-2002  | 2005      | Tempestas                                 | Koper                         |            |
| 2000       |           | Schrijvershuisje                          | Hout en glas                  |            |
| 2002       | 2005      | De Schijven, beeld 5                      | Cortenstaal                   |            |
| 2004       |           | Ventus                                    | Cortenstaal                   |            |
| 2007       |           | Stoomhuisje                               | Cortenstaal                   |            |
|            | 2021      | Wenteltrap                                | Cortenstaal                   |            |
|            |           | DNA Streng                                | Cortenstaal                   |            |

### Museum
Begin 2014 werd begonnen met de bouw van het R.W. van de Wint-museum, hier moeten schilderijen van Van de Wint komen te hangen. Door geldproblemen en onenigheden over de nalatenschap staat de bouw stil.

## Natuur
Op droge plekken zijn planten te vinden als de kruipwilg, kamperfoelie, geel walstro en schapenzuring. Op vochtigere plaatsen de koekoeksbloem, tormentil, watermunt, rietorchis, moerasrolklaver en brunel. In het gebied voorkomende bedreigde plantensoorten zoals de stijve ogentroost, klein wintergroen, geelhartje en duizendguldenkruid staan op de Nederlandse Rode lijst voor planten.
In een deel van het gebied wordt begraasd door paarden.

### Het Nollenlandschap
In 2012 werd ten zuiden van De Nollen het Nollenlandschap geopend. Dit gebied is door Landschap Noord-Holland ingericht als duinlandschap met helmgras.